# America's Cup 2013

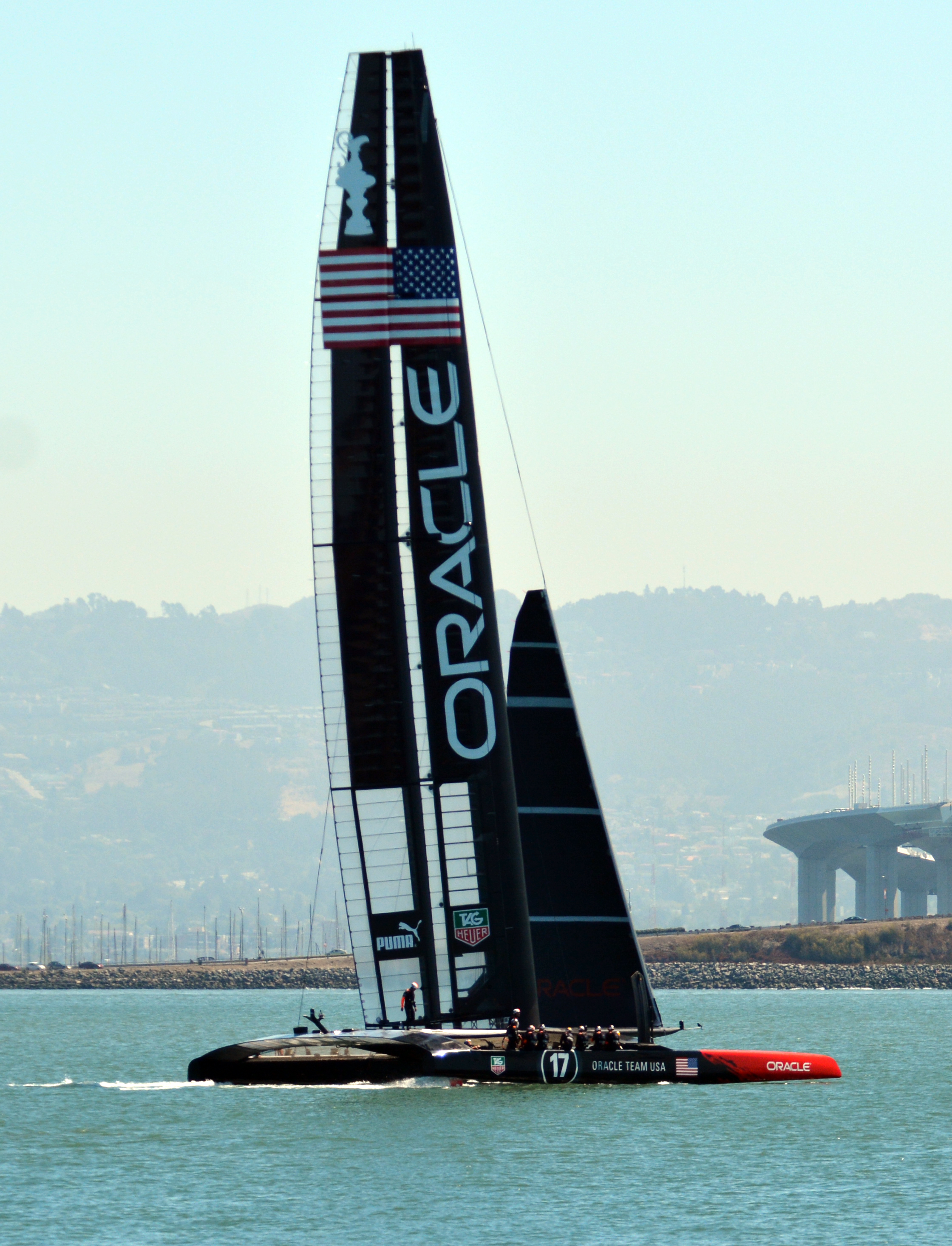
Team Oracle AC72.

America's Cup 2013 var den 34:e upplagan av segeltävlingen America's Cup och avgjordes i San Franciscobukten utanför San Francisco, Kalifornien, med 72-fots vingsegelkatamaraner (AC72-klass). Den San Francisco-baserade Golden Gate Yacht Club (GGYC) var försvarare (Defender) av pokalen, efter att deras racingteam Oracle Team USA (som tidigare hette BMW Oracle Racing) besegrade schweiziska Alinghi i America's Cup 2010. Team Oracle försvarade sin titel och segrade också i America's Cup 2013, efter att ha besegrat utmanaren nyzeeländska Royal New Zealand Yacht Squadrons (RNZYS) lag Team New Zealand med poängställningen 9-8.

## Förberedelser
Den 6 maj 2010 höll GGYC som var Defender och italienska Club Nautico di Roma som då var Challenger of Record (huvudutmanare) en gemensam presskonferens för att rapportera om planerna för den 34:e cupen. Planeringsprocessen inkluderade definition av nya regler, en oberoende ledningsgrupp, definition av två nya klasser av båtar, regelbundna förberedande race på flera platser och tillhandahållande av en mycket större tv- och mediatäckning än för tidigare cupupplaga.
Den 12 maj 2011 drog sig Club Nautico di Roma ur som Challenger of Record och ersattes av Kungliga Svenska Segelsällskapets lag Artemis Racing.
I augusti 2013 vann RNZYS:s lag Team New Zealand kvalregattan Louis Vuitton Cup och blev därmed utsedd till den slutgiltiga Challenger of Record.

### Tidslinje
Mellanliggande datum sattes den 6 maj 2010 och inkluderade:
- 1 november 2010 till den 31 mars 2011 - Challenger-anmälningstid (utmanare)
- 31 december 2010 - inbjudan och seglingsföreskrifter publicerade
- 31 december 2010 - plats utses
- 7-22 september 2013 - genomförande av den 34:e upplagan av America's Cup

### Båtar
Två nya klasser av båt tillkännagavs i samband med America's Cup 2013, AC72, 72-fots vingsegelkatamaraner, för själva America's Cup-tävlingarna, samt AC45, en förminskad version av AC72, avsedd för förberedande utbildning och tävling tills AC72-katamaranerna blev tillgängliga.

### America's Cup World Series 2011–2013

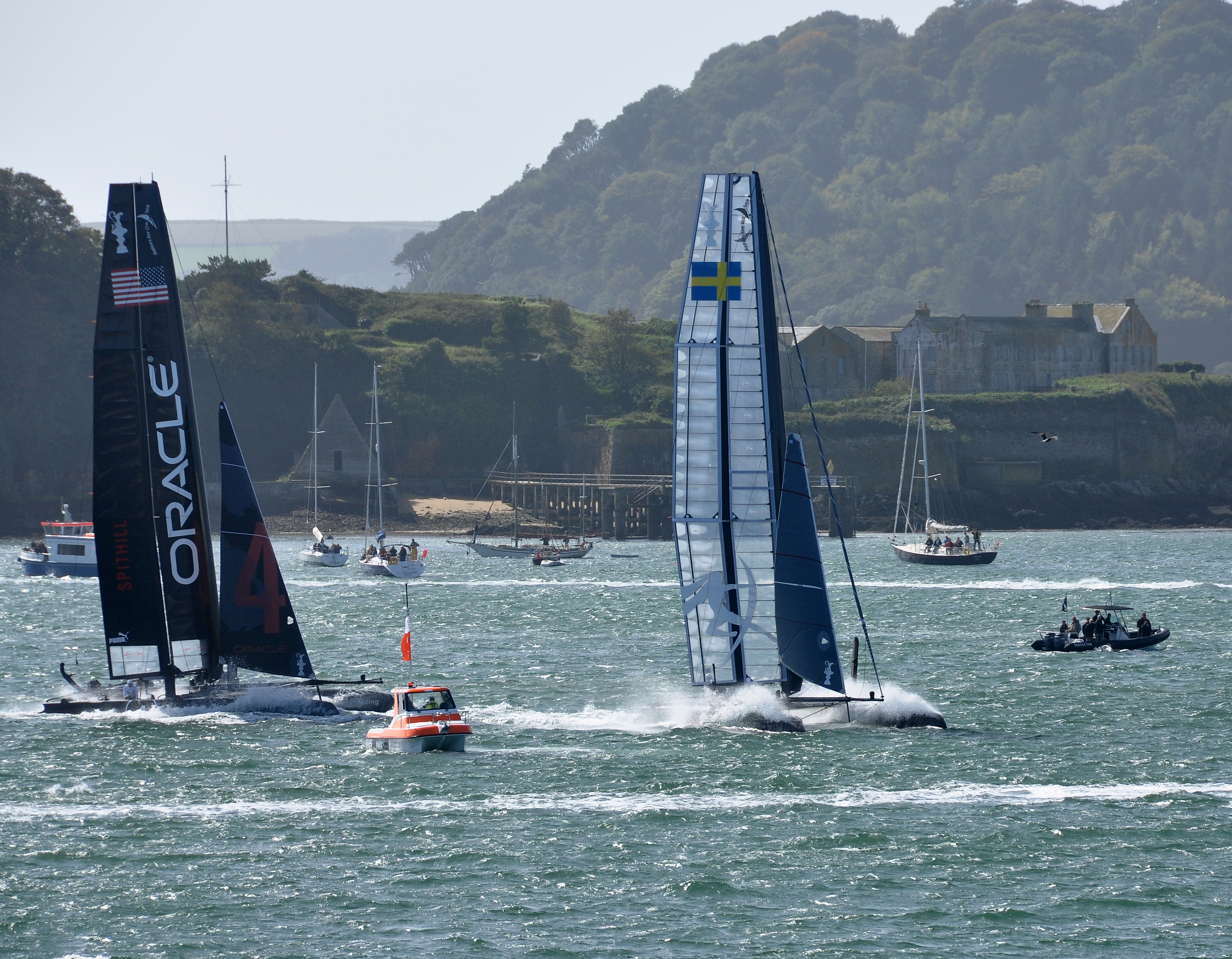
Team Oracle och Artemis Racing under ACWS i september 2011 i Plymouth.

För att öka det globala intresset och locka sponsorer hölls som förberedelse America's Cup World Series (ACWS) under 2011, 2012 och 2013, i form av totalt nio event eller regattor, tre under 2011, fem år 2012 och en under 2013. Varje regatta var en kombination av matchracing och fleetracing. I ACWS användes AC45-katamaraner.

## Plats
Den 8 juli 2010 meddelade BMW Oracle Racing att San Francisco var en kandidat som värd för den 34:e upplagan av America's Cup. KGO-TV och Gazzetta dello Sport, en italiensk sporttidning, rapporterade att Rom-Fiumicino (Italien) utmanande San Francisco om att stå som värd för evenemanget.
BMW Oracle Racing bekräftade också att San Diego, Newport och Long Beach hade setts som möjligt platser för evenemanget.
En viktig parameter för att avgöra platsen var tillförlitlighet i väder och vind, så att TV-sändningarna nästan säkert skulle kunna visas på planerade tider och inte bli lidande av många uppskjutningar, vilket var ett betydande problem för TV-publiken som tittade på America's Cup 2010. 
I början av december 2010, blev BMW Oracle Racing orolig för att en fullständig och slutlig överenskommelse med San Francisco inte skulle avslutas i tid för att uppfylla kravet på att tillkännage platsen. Som ett resultat förhandlades med Newport, Rhode Island som en potentiell plats för tävlingen.
Den 31 december 2010 blev San Francisco, Kalifornien, officiellt tilldelad rätten att vara värd för 2013 års America's Cup.

## Lag

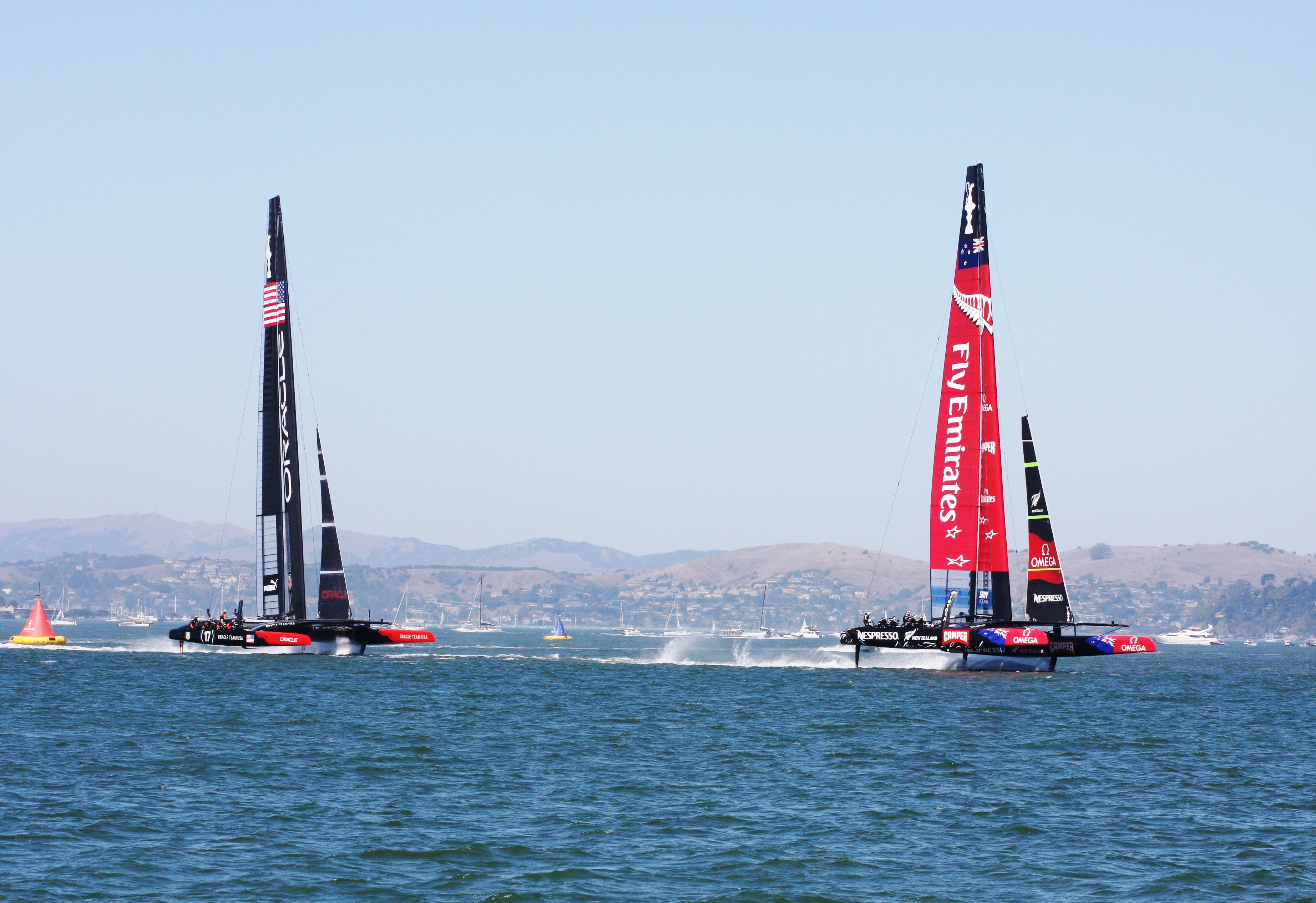
Team Oracle och Team New Zealand i America's Cup i september 2013.

Tolv klubbar som anmälde sig före den tidsfrist som satts för att utmana i America's Cup 2013 accepterades som deltagare. Dessutom accepterades en sen anmälan från italienska Circolo della Vela Sicilias lag Luna Rossa Challenge. Vid kvalregattan Louis Vuitton Cup i augusti 2013 återstod tre lag som tävlade om att få utmana titelförsvararen, varav RNZYS:s lag Team New Zealand vann. Namnen på segelsällskap och lag visas nedan.
| Försvarande klubb                                                                   | Försvarande klubb         |
| ----------------------------------------------------------------------------------- | ------------------------- |
| Golden Gate Yacht Club                                                              | Oracle Team USA           |
| Utmanande klubbar (America's Cup World Series 2011–2013 och Louis Vuitton Cup 2013) |                           |
| Royal New Zealand Yacht Squadron                                                    | Emirates Team New Zealand |
| Kungliga Svenska Segelsällskapet                                                    | Artemis Racing            |
| Circolo della Vela Sicilia                                                          | Luna Rossa Challenge      |
| Deltog enbart i America's Cup World Series 2011–2013                                |                           |
| Yacht Club de France                                                                | Energy Team               |
| Mei Fan Yacht Club                                                                  | China Team                |
| Royal Cornwall Yacht Club                                                           | Ben Ainslie Racing        |
| USA                                                                                 | HS Racing                 |
| Klubbar som drog sig ur tävlan                                                      |                           |
| Club Nautico di Roma                                                                | Mascalzone Latino         |
| Multihull Yacht Club Queensland                                                     | Team Australia            |
| Club Canottieri Roggero di Lauria                                                   | Venezia Challenge         |
| Aleph Yacht Club                                                                    | Aleph-Equipe de France    |
| Club Nautico de Valencia                                                            | Green Comm Racing         |
| Sail Korea Yacht Club                                                               | White Tiger Challenge     |

Den 26 november 2010 bekräftades formellt att den tidigare segraren Alinghi inte skulle delta i 2013 års America's Cup.
Den 12 maj 2011 drog sig den första Challenger of Record Club Nautico di Roma och deras team Mascalzone Latino ur 2013 års America's Cup av budgetskäl.
Team Australia drog sig ur omkring juni 2011.
Club Canottieri Roggero di Lauria med laget Venezia Challenge bekräftades ha dragit sig tillbaka den 25 juli 2011.
Den 4 april 2012 bekräftades att Aleph Yacht Club och dess lag Aleph-Equipe de France dragit sig ur av budgetskäl.
Club Nautico de Valencia drog sig också ur 2012.
Sail Korea Yacht Clubs lag White Tiger Challenge, som också kallades Team Korea, drog sig ur i mars 2013. Laget hade då ännu inte någon AC72-katamaran.